# Каменка (Беляевский район)
Каменка (укр. Кам'янка) — село, относится к Беляевскому району Одесской области Украины.
Население по переписи 2001 года составляло 1390 человек. Почтовый индекс — 67610. Телефонный код — 4852. Занимает площадь 2,44 км². Код КОАТУУ — 5121083201.

## История
В 1945 г. Указом ПВС УССР село Мангейм переименовано в Каменку.

## Местный совет
67610, Одесская обл., Беляевский р-н, с. Каменка, ул. Тираспольская, 32